# Relations entre les États fédérés de Micronésie et l'Union européenne
Les relations entre les États fédérés de Micronésie et l’Union européenne reposent sur les accords ACP.

## Aide au développement
Les États fédérés de Micronésie ont bénéficié de 8,3 millions d'euros au titre du 10e Fonds européen de développement. Cette aide concerne : l’énergie durable, la réduction des risques liés aux catastrophes, la pêche, l'environnement et sa préservation.

## Sources

## Compléments